# Heidi (serie de televisión de 2015)
Heidi es una serie de dibujos animados en 3D suizo-alemán producida por Studio100 de Animación, basada en la novela infantojuvenil suiza Heidi, escrita por Johanna Spyri y el anime Heidi, la niña de los Alpes creado por Isao Takahata y Miyazaki Hayao. Cabe destacar que, a diferencia de la versión de 1974 (a veces de trama melancólica), esta nueva serie del 2015, muestra una considerable dosis menor de dramatismo, e incluso, presenta a una Heidi con más enteresa, que logra un final feliz en cada capítulo.

## Argumento
Heidi es una niña huérfana quien es llevada por su tía Dete a los Alpes suizos a vivir con su abuelo. El abuelo es un viejo cascarrabias que al principio no le gustaba mucho la idea de que Heidi viviera en los Alpes, pero poco a poco se va a conquistar su corazón helado. Durante el ascenso a la casa del abuelo, Heidi también conoce a Pedro, un joven pastor y los dos se vuelven muy buenos amigos. Heidi pasa los días con Pedro en los prados, donde las cabras pastorean. Poco a poco Heidi familiariza a los secretos Pedro, que incluye una casa construida en un árbol y un pequeño tesoro. Heidi también se hace amiga de la familia de Pedro, Brigitte, madre y abuela, una anciana, completamente ciega. 
En el pueblo hay tres niños, Carlos, Guillermo y Teresa, que son rivales de Pedro y tratan, por todos los medios, de quitarle su casa del árbol y su tesoro. Pero Heidi puede, a través de su manera amistosa, solucionar los problemas y todo termina bien. 
El tiempo pasa y llega el invierno. Heidi no asiste a la escuela, pasa el invierno en el refugio de montaña, y solo ocasionalmente visita a Pedro y su abuela. La siguiente primavera, la tía Dete aparece y lleva a Heidi a Frankfort, a la casa donde trabaja, para servir como la compañía de Clara, una niña inválida que no puede caminar. Las dos se hacen amigas rápidamente y, a pesar de la ama de llaves, la señora Rottenmeir, no esté de acuerdo. Heidi comienza a vivir en esa casa. El padre y la abuela de Clara pierden el corazón sobre la inocencia de Heidi. Es la abuela de Clara, quien finalmente logra que Heidi aprenda a leer. Heidi con ellos, aprenderá lo que es una amistad invaluable. Aún con dificultades, Heidi no renuncia a la lucha, y comienza a sonreírle a la vida sin perder nunca su inocencia.

## Reparto
| Versión en francés | Versión en inglés | Versión en español latinoamericano | Versión en español de España |
| --- | --- | --- | --- |
| - Emmylou Homs - Nathalie Homs - Julie Turin - Benoît Allemane - Céline Ronte - Gabriel Bismuth - Evelyne Grandjean - Gilbert Levy - Lucille Boudonnat - Vanina Pradier - Gilduin Tissier - Leslie Lipkins - Thierry Kazazian - Thierry Gondet | - Monique Hore - Sophia Morrison - Peter Mcallum - Nicole Shostak - Jamie Croft - Beth Armstrong - Kate Fitzpatrick - Penny Cook - Charlotte Hamlyn - Tess Meye | - Melissa Gutiérrez - Iván Bastidas - Blas García - Susana Moreno - Liliana Barba - Carlos Siller - Valentina Souza - José Luis Pérez - Yolanda Vidal - Jorge Palafox - Magda Giner - Ana Teresa Ávila - Marco Guerrero - César Soto - Ruth Toscano - Marcos Patiño - Gerardo Reyero - Mayra Arellano - Manuel Díaz | - Laura Prats - Miguel Calvo - Marc Gómez - Patricia Violan - Pepa Pallarès - Eduard Itchart - Marta Moreno - Marc Lobato - Maria Jopep Morgado - Jaume Aguiló - Núria Cabiró - Marc Oriol - Mariola Fustier - Núria Valls - Laura Boix - Carol Fernández - Masumi Matsuda - Víctor Velasco - Mario Fernández |

## Episodios
| Temporada | Temporada | Episodios | Francia Alemania                       | Francia Alemania                      | Latinoamérica                                                                | Latinoamérica                                                                   | España              | España             |
| Temporada | Temporada | Episodios | Comienzo                               | Final                                 | Comienzo                                                                     | Final                                                                           | Comienzo            | Final              |
| --------- | --------- | --------- | -------------------------------------- | ------------------------------------- | ---------------------------------------------------------------------------- | ------------------------------------------------------------------------------- | ------------------- | ------------------ |
|           | 1         | 39        | 11 de enero de 2015 6 de abril de 2015 | 17 de mayo de 2015 30 de mayo de 2015 | 31 de agosto de 2015 (Disney Channel) 4 de noviembre de 2019 en Nat Geo Kids | 25 de noviembre de 2015 (Disney Channel) 4 de noviembre de 2019 en Nat Geo Kids | 30 de marzo de 2015 | 19 de mayo de 2015 |
|           | 2         | 26        | 11 de enero de 2015 6 de abril de 2015 | —                                     | 3 de febrero de 2020 en Nat Geo Kids                                         | 10 de marzo de 2020 en Nat Geo Kids                                             | -                   |                    |